# Trdi disk
Trdi disk (angleško Hard Disk Drive, HDD), tudi samo disk, je najbolj razširjena vrsta zunanjega pomnilnika. Je poceni in ob izklopu ohrani vsebino. Vsi podatki (besedilo, slika, film, zvok, programi, gonilniki ...) na trdem disku so zapisani v datotekah.

## Zgradba in delovanje
Disk je sestavljen iz več okroglih kovinskih (ali keramičnih, steklenih) plošč, prevlečenih z magnetno snovjo, ki se med delovanjem vrtijo. Nad diskom je bralno pisalna glava. To je navitje, ki lahko magneti površino diska (pisanje), ali ugotavlja smer namagnetenosti (branje).
Ker pred desetletji procesorji še niso dosegali velikih hitrosti, so diski pričeli uporabljati DMA (ang. Direct Memory Access) krmilnik, ki napravam priključenim nanj omogoča neposreden dostop do notranjega pomnilnika.
Pred uporabo DAM krmilnika so naprave za vsak poseg v notranji pomnilnik posegale v procesor, da jim je dodelil pravilen pomnilniški naslov. Ker se je lahko ta dodelitev pojavljala pogosto, je procesor veliko časa porabil za dodelitev dostopa do pomnilnika namesto izvrševanja procesov. Naprave, ki uporabljajo DMA, svoje zahteve pošljejo krmilniku in ta namesto procesorja izračuna pomnilniški naslov. Tako se razbremeni procesor za druga opravila.
Prenos informacij z diska na osnovno ploščo je odvisen od povezave. Prva povezava je bila preko ATA kablov. ATA kabel ima 40 žil, podatki pa se prenašajo vzporedno pri frekvenci od 33 do 133 MHz. Ker je bila hitrost še vedno zelo nizka, se je uveljavil priključek SATA, ki ima 4 pine in 7 žil. Podatki se prenašajo zaporedno preko dveh kablov. Za uporabnike s potrebo po velikih hitrostih prenosa podatkov se je razvilo SCSI vodilo. Ker je protokol prenosa informacij drugačen kot pri ATA in SATA vodilih, so SCSI diski tudi dražji.
Trdi disk je v bistvu sestavljen iz ene ali več vrtljivih plošč, izdelanih iz aluminija ali stekla, prevlečenih s feromagnetnim materialom in dve glavi za vsak disk (ena na vsaki strani), ki med operacijo na razdalji nekaj deset nanometrov od površine izvajata branje diska ali pisanje podatkov.
Bralno pisalna glava lebdi nekaj nanometrov nad ploščo diska s pomočjo zračne blazine, ki jo ustvari hitro vrtenje diska, frekvenca ali hitrost vrtenja lahko preseže 15.000 rpm; Trenutno standardne vrednosti frekvence vrtenja so 4.200, 5.400, 7.200, 10.000 in 15.000 vrtljajev na minuto.
Trdi disk deluje tako, da zaporedne spremembe v smeri magnetizacije predstavljajo binarne podatkovne bite (0 in 1). Podatke bere z diska z detekcijo prehodov magnetizacije.
Tipičen HDD dizajn sestavlja vreteno, ki ima ploske okrogle diske, imenovane tudi plošče, ki hranijo zapisane podatke. Plošče so izdelane iz nemagnetnega materiala, običajno aluminijeve zlitine, stekla ali keramike, in so prevlečene s tanko plastjo magnetnega materiala običajno debeline 10-20 nm in z zunanjo plastjo ogljika za zaščito.
Prvi trdi disk na svetu je predstavil IBM, in sicer IBM 350 disk storage unit Model 1, in sicer  dne 14. septembra 1956. Sestavljen je bil iz 52 diskov velikosti 24«, skupna kapaciteta je bila 3,75 MB. 
Sistem je bil uradno ukinjen leta 1969.
Leta 2022 so na voljo trdi diski velikosti do 20 TB, na primer Seagate IronWolf 18 TB. So pa to namenske enote, večinoma za hranjenje video posnetkov in podobno.

## Lastnosti trdega diska
- Hitrost branja in pisanja trdega diska merimo v megabajtih na sekundo (MB/s). Današnji diski dosežejo hitrost do 50 MB/s, novejši SSD-ji pa dosegajo hitrosti do 500 MB/s.
- Zmogljivost (kapaciteta) trdega diska se običajno meri v gigabajtih (GB) in terabajtih (TB). Proizvajalci trdih diskov uporabljajo pretvorbo 1 gigabajt = 1000 megabajtov in 1 terabajt = 1000 gigabajtov. To se razlikuje od standarda v preostali računalniški industriji, kjer je faktor pretvorbe 210 in je torej 1 gigabajt enak 1024 megabajtom.
- Fizična velikost trdega diska je največkrat 3,5", za prenosne računalnike pa 2,5" ali 1,5".
- Vmesnik. Najbolj znana sta ATA (PATA in SATA), SSD ter SCSI.
- Zanesljivost. Podatek MTBF (okrajšava za angleški izraz »mean time between failures«) nam pove, koliko časa povprečno preteče med dvema napakama.

## Metode varovanja podatkov na disku
- Izdelava varnostnih kopij (angleško backup)
- Uporaba redundančnega zapisa RAID.
- Spremljanje zanesljivosti delovanja diska S.M.A.R.T.